# Mappia longipes
Mappia longipes är en tvåhjärtbladig växtart som beskrevs av Cyrus Longworth Lundell. Mappia longipes ingår i släktet Mappia och familjen Icacinaceae. Inga underarter finns listade i Catalogue of Life.